# 透明矮胖猛水蚤
透明矮胖猛水蚤（学名：Nannopus palustris）为短角猛水蚤科矮胖猛水蚤属的动物。分布于日本、俄罗斯、瑞典、挪威、德国、法国、英国、南斯拉夫、罗马尼亚、里海、加拿大、美国以及中国大陆的海南、广东、广西、福建、河北、天津市等地，常栖息于沿海潮汐所及的淡水或咸淡水中。